# Archiv für Sozialgeschichte
Das Archiv für Sozialgeschichte (AfS) ist eine seit 1961 erscheinende geschichtswissenschaftliche Fachzeitschrift. Anfangs konzentrierte sie sich auf die deutsche Arbeiterbewegung. Heute versteht sich die Zeitschrift der neueren Gesellschaftsgeschichte Deutschlands, Europas und Nordamerikas verpflichtet.

## Grundlagen
Das Archiv für Sozialgeschichte wird als geschichtswissenschaftliche Fachzeitschrift von der Friedrich-Ebert-Stiftung herausgegeben und im Verlag J.H.W. Dietz Nachf. veröffentlicht. An der Herausgabe beteiligt war zwischen 1974 und 2004 auch das Institut für Sozialgeschichte Braunschweig-Bonn.
Anfangs konzentrierte sich das AfS auf die Geschichte der deutschen Arbeiterbewegung. Heute ist die Zeitschrift der neueren Gesellschaftsgeschichte Deutschlands, Europas und Nordamerikas verpflichtet und behandelt sozialgeschichtliche Themen, die oftmals einen aktuellen gesellschaftspolitischen Bezug haben. Sie greift zudem immer wieder Trends und Entwicklungen der Geschichtswissenschaft auf, beispielsweise die Mikrogeschichte oder die Oral History.
Die Jahresbände des Archivs für Sozialgeschichte sind bis auf die jeweils letzten drei Jahrgänge online im Volltext zugänglich. Auch der umfangreiche Rezensionsteil der Zeitschrift wurde komplett retrodigitalisiert.

## Anfangsjahre
Ende der 1950er Jahre entwickelte Georg Eckert die Idee einer geschichtswissenschaftlichen Zeitschrift, die sich mit der deutschen Arbeiterbewegung befassen sollte. Durch die Einschränkung der Wissenschaft unter dem NS-Regime und während des Zweiten Weltkriegs war die deutsche Forschungslandschaft geschwächt worden und es mangelte an Fachzeitschriften. Die 1911 gegründete Zeitschrift Archiv für Geschichte des Sozialismus und der Arbeiterbewegung beziehungsweise ihr ab 1932 erscheinender Nachfolger Zeitschrift für Sozialforschung, der bis 1941 herauskam, dienten Eckert dabei als Vorbild. Er wollte mit der Geschichte der Arbeiterbewegung zur Demokratisierung beitragen und insbesondere junge Wissenschaftler zu mündigen Bürgern erziehen. Als weiteres Kernthema plante er, die unterschiedlichen Auswirkungen der Industriellen Revolution zu behandeln. Doch auch andere in Deutschland weitgehend unerforschte Bereiche, wie die Arbeiterbewegung außerhalb Europas, wollte Eckert in seiner Zeitschrift aufgreifen und damit neue Ansätze für die Geschichtswissenschaft liefern. Außerdem sah er vor, nicht nur wissenschaftliche Artikel, sondern auch amtliche, organisationsgeschichtliche und biografische Dokumente zu veröffentlichen, um so der Fachwelt nach und nach Zugang zu ansonsten aufgrund von Kriegsschäden nur schwer zugänglichen Quellen zu verschaffen.
Auf der Suche nach einem Kooperationspartner wandte sich Eckert an die Friedrich-Ebert-Stiftung (FES). Die in der Tradition der sozialdemokratischen Bewegung stehende politische Stiftung erschien ihm als die passende Institution für eine Zeitschrift über die Arbeiterbewegung. Zudem pflegte Eckert enge persönliche Kontakte zu Günter Grunwald, dem damaligen Geschäftsführer der FES. Auch für ihn versprach die als Jahrbuch konzipierte Fachzeitschrift lohnende Auswirkungen: Grunwald wollte verhindern, dass die Geschichte der Arbeiterbewegung durch die Regierung und die thematisch einschlägigen Forschungsinstitute der DDR allein in marxistischen Zusammenhängen gedeutet wurde, es ging also vor dem Hintergrund des Kalten Kriegs auch um Deutungshoheit.
1961 erschien die erste Ausgabe der Zeitschrift als „Jahrbuch“ – so der Untertitel –, herausgegeben von der Friedrich-Ebert-Stiftung. Nach wenigen Jahren wurde das Archiv für Sozialgeschichte bereits in der Fachwelt aufgrund seiner vielfältigen Darstellungen und wissenschaftlichen Ansätze gelobt. Bis dato wurden in der Geschichtswissenschaft meist klassisch Politikgeschichte betrieben. Die neue Zeitschrift setzte dagegen einen Impuls, neue Forschungsfelder und Themenkomplexe zu betrachten, was dankbar aufgenommen wurde.

## Aufbau
Jeder Band hat seit 1974 ein Rahmenthema, dem die einzelnen Beiträge untergeordnet sind. Je nach Forschungslage variieren Zahl und Umfang der Beiträge, das Thema wird jedoch stets von unterschiedlichen Perspektiven beleuchtet. Es folgen Forschungsberichte und Sammelrezensionen, die sich mit Teilaspekten des Rahmenthemas befassen können oder gänzlich andere Themen wie aktuelle Entwicklungen und Debatten der Geschichtswissenschaft aufgreifen. Zusätzlich zu den gedruckten Forschungsberichten und Sammelrezensionen erscheinen regelmäßig seit dem Jahr 2000 online zahlreiche Einzelrezensionen. Diese werden auch über die Portale H-Soz-Kult und recensio.net verbreitet.
Im Jahr 2013 ist unter der Überschrift „Dokumentation – Analyse – Kritik“ eine weitere Rubrik hinzugekommen. Dieser Teil erscheint unabhängig vom Rahmenthema und ist für unterschiedliche Beiträge offen. Die Auswahl der Texte erfolgt über ein Double-blind-Review-Verfahren.
Neben dem jährlichen AfS-Band werden unregelmäßig Beihefte zu einzelnen Themen publiziert. In ihnen werden hauptsächlich edierte Quellen zur Sozial- und Zeitgeschichte sowie zur Arbeiterschaft und Arbeiterbewegung im engeren Sinne veröffentlicht, um sie der Forschung und einer breiteren Öffentlichkeit zugänglich zu machen. Auch thematisch einschlägige monografische Arbeiten finden hier ihren Platz.

## Rahmenthemen
In den 1960er Jahren behandelte die Zeitschrift fast ausschließlich die Geschichte der deutschen Arbeiterbewegung, was die Betrachtung einzelner Persönlichkeiten einschloss. Dabei verfolgten die meisten Beiträge ideen- und organisationsgeschichtliche Ansätze. Als Dieter Dowe Anfang der 1970er Jahre die Schriftleitung übernahm, veränderte sich diese Ausrichtung allmählich. Mit Kurt Klotzbach und Hans Pelger stießen weitere jüngere Historiker zum Redaktionsteam, die ihre intellektuelle Sozialisation zu einer späteren Zeit als Georg Eckert erfahren hatten. Sie formulierten über den ursprünglichen Fokus hinausgehende Rahmenthemen für die AfS-Bände und bezogen überdies Untersuchungen zur Arbeiterbewegung außerhalb Deutschlands ein. Dies ging nicht zuletzt darauf zurück, dass sich europäische Historiker zunehmend mit Themen und Fragestellungen der Sozial- und Gesellschaftsgeschichte beschäftigten, wodurch das Redaktionsteam neue inhaltliche Anstöße erhielt. Es nahm außerdem vermehrt mentalitäts- und alltagsgeschichtliche Zugänge in die Zeitschrift auf. Dabei dominierte zunächst die Zeit des 19. Jahrhunderts bis zum Zweiten Weltkrieg.
Nach dem Ende der Zweiteilung Europas 1989/90 veränderte sich die Ausrichtung des Archivs für Sozialgeschichte erneut. Die von Gründung an bestehende Konkurrenz mit der DDR-Historikerschaft um Deutungshoheit mit Blick auf die Arbeiterbewegungsgeschichte entfiel, wodurch sich die Zeitschrift abermals für neue Themen öffnete. Zunehmend wurden nun auch osteuropäische Länder beleuchtet. Darüber hinaus trat in den 1990er Jahren immer mehr die Zeit nach 1945 in den Vordergrund, wobei deren historischen Grundlagen analytisch zurückverfolgt und internationale Perspektiven herausgearbeitet werden.
Methodisch ist das AfS für verschiedene theoretische Ansätze offen. Dennoch dominierten in der Zeitschrift lange Ansätze der politischen Gesellschaftsgeschichte, wie sie etwa die Bielefelder Schule vertrat. Später schlugen sich auch geschichtswissenschaftliche Tendenzen wie die Alltagsgeschichte, Oral History oder der linguistic turn im Archiv für Sozialgeschichte nieder, ebenso wie – sofern zum Rahmenthema passend – andere kulturwissenschaftlich inspirierte Ansätze.

## Redaktionsmitglieder
In den ersten Jahren führte Georg Eckert das Archiv für Sozialgeschichte ganz nach seinen Vorstellungen. Offiziell wurde das Jahrbuch zwar von einer wissenschaftlichen Kommission der Friedrich-Ebert-Stiftung unter Vorsitz Eckerts geleitet, es bestehen aber kaum Zweifel daran, dass sie im Wesentlichen als formale Legitimation diente. In den 1970er Jahren kamen Dieter Dowe, Kurt Klotzbach und Hans Pelger hinzu, die das AfS nach Eckerts Tod (1974) weiterführten, wobei Dowe die Schriftleitung übernahm. Das Team blieb bis in die 1990er Jahre hinein klein und veränderte sich kaum: Seit 1989 arbeitete Dieter Rebentisch und nach ihm Hermann Beckstein als Schriftleiter der Redaktion. Im Jahr 1995 verließ Beckstein das AfS und an seine Stelle trat Karl Christian Führer. Zusätzlich erweiterten Friedhelm Boll, Beatrix Bouvier, Patrik von zur Mühlen und Michael Schneider das Redaktionsteam. In den folgenden Jahrzehnten wechselte die Schriftleitung zwischen den Redaktionsmitgliedern.
Die Funktion des Schriftleiters übernahm 2016 der geschäftsführende Herausgeber.
Herausgeber sind heute Claudia Gatzka, Kirsten Heinsohn, Friedrich Lenger, Thomas Kroll, Anja Kruke, Philipp Kufferath (geschäftsführender Herausgeber seit 2016), Ute Planert, Dietmar Süß, Nikolai Wehrs und Meik Woyke.

## Autoren
Für das Archiv für Sozialgeschichte schreiben vorwiegend Historiker. Je nach Rahmenthema und Fragestellung werden aber auch politikwissenschaftlich oder soziologisch informierte Beiträge in die Bände aufgenommen. Grundsätzlich ist das AfS also für Ansätze benachbarter Disziplinen offen.

## Bedeutung
Sowohl 2007 als auch 2011 wurde das Archiv für Sozialgeschichte von der European Science Foundation in die Kategorie „INT1“ eingestuft. Das bedeutet, dass die Zeitschrift regelmäßig international zitiert wird, somit eine breite Wirksamkeit erzielt und langfristig von der Fachwelt als qualitativ hochwertig angesehen wird. In der Themen- und Methodenwahl spiegeln die AfS-Bände oftmals aktuelle Entwicklungen in der Geschichtswissenschaft wider.